# Hanns Pfeifer
Hanns Pfeifer (* 4. September 1902 in Mombach; † 1989) war ein deutscher Zeichner und Lithograf.

## Leben
Pfeifer lernte Chromolithograf (Farbsteinschreiber) beim Kunst-, Kinderbuch- und Spiele-Verlag Josef Scholz in Mainz-Kastel. Es folgte bis 1921 ein Studium an der „Großherzoglich-hessischen Kunstschule“ am Holzturm in Mainz. 
Aus seiner Feder stammen zahlreiche Zeichnungen von Mainz und Umgebung, so zum Beispiel die „obere Hattenmühle“ im Gonsbachtal, heute Kinderneurologisches Zentrum Mainz. Überhaupt hatten ihm es die alten Mühlen angetan. Er arbeitete in verschiedenen Techniken, Kreide, Bleistift, Feder und Aquarell. Er war selbständiger Lithografenmeister, und seine Kundschaft kam aus aller Welt. Aber auch für die Mombacher Vereine gestaltete er Festschriften, Plakate und Wappen. Adolf Wild hat in seinem Buch „Mühlen in Mainz“ neunzehn Abbildungen von Hanns Pfeifer zusammengefasst (Mainzer Bibliotheksgesellschaft).
Mombacher Motive: „Am Rande des Großen Sandes“, „Alte Hofreite in Mombach“

## Werke
- Unvergessenes altes Mainz. Bd. 2.: Zehn Schabblätter mit Text von Hanns Pfeifer. Mainz: Mainzer Altertumsverein, 1968
- Friedhelm Jürgensmeier: Sankt Hildegard von Bingen (1098–1179): eine große Frauengestalt aus dem 12. Jh. Zeichnungen historischer Stätten nach alten Vorlagen von Hanns Pfeifer. Mainz: Bischöfliches Ordinariat 1979
- Adolf Wild: Mühlen in Mainz. Zeichnungen von Hanns Pfeifer. Mainz: Mainzer Bibliotheksgesellschaft 2001